# Josep de Boltas
Josep de Boltas OFM Disc (* 11. Oktober 1738 in Oran, Algerien; † 8. Dezember 1795 in Guissona, Katalonien) war Bischof von Urgell und vom 31. März 1785 bis zum 8. Dezember 1795 Co-Fürst von Andorra.

## Leben
Er wurde als Sohn katalanischer Eltern in Oran geboren. In seiner Jugend wurde er in den franziskanischen Orden der Alcantariner (Franziskaner-Discalceaten) aufgenommen. Josep de Boltas wurde Lektor des Kirchenrechts und Kustos seines Ordens.
Papst Pius VI. ernannte ihn am 14. Februar 1785 zum Bischof von Urgell. Die Bischofsweihe spendete ihm am 17. April 1785 der Patriarch von Westindien Antonio Sentmenat y Castellá; Mitkonsekratoren waren Francisco Armañá Font OESA, Erzbischof von Tarragona, und Francisco Mateo Aguiriano Gómez, Weihbischof in Toledo.
Während seiner Amtsperiode verrichtete er wertvolle Arbeit in wirtschaftlichen, gesundheitlichen und sozialen Bereichen. Während der französischen Revolution verhielt er sich neutral, um Problemen aus dem Weg zu gehen.